# Daïra de Djidiouia
La daïra de Djidiouia est une circonscription administrative algérienne située dans la wilaya de Relizane. Son chef-lieu est situé sur la commune éponyme de Djidiouia.
La daïra regroupe les trois communes de Djidiouia, Hamri et Ouled Sidi Mihoub.